# Team Kuota/Saison 2014
Dieser Artikel listet Erfolge und Fahrer des Radsportteams Team Kuota in der Saison 2014 auf.

## Mannschaft
| Name                     | Geburtstag         | Nationalität | Team 2013                   |
| ------------------------ | ------------------ | ------------ | --------------------------- |
| Philipp Becker           | 9. Februar 1987    | Deutschland  | Neoprofi                    |
| André Benoit             | 2. August 1989     | Deutschland  | Team Quantec-Indeland       |
| Julian Braun             | 27. September 1995 | Deutschland  | Neoprofi                    |
| Daniel Breuer            | 28. März 1994      | Deutschland  | Neoprofi                    |
| Jan Deutschmann          | 7. Mai 1979        | Deutschland  | TT Raiko Argon 18 (2011)    |
| Micha Glowatzki          | 14. Januar 1987    | Deutschland  | Seven Stones (2009)         |
| Michael Kurth            | 18. November 1986  | Deutschland  | Team Quantec-Indeland       |
| Florian Monreal          | 23. Mai 1986       | Deutschland  | Team Quantec-Indeland       |
| Nathan Müller            | 16. April 1995     | Deutschland  | Neoprofi                    |
| Jonas Rapp               | 16. Juli 1994      | Deutschland  | Neoprofi                    |
| Robert Retschke          | 17. Dezember 1980  | Deutschland  | Team Quantec-Indeland       |
| Felix Schönbach          | 13. März 1995      | Deutschland  | Neoprofi                    |
| Joachim Tolles           | 17. April 1986     | Deutschland  | Etcetera-Worldofbike (2012) |
| Gero Walbrül (ab 25.06.) | 1. Januar 1990     | Deutschland  | Neoprofi                    |
| Daniel Westmattelmann    | 31. Oktober 1987   | Deutschland  | Team Quantec-Indeland       |
| Stagiaires               | Stagiaires         | Nationalität | Nationalität                |
| Joshua Huppertz          | Joshua Huppertz    | Deutschland  | Deutschland                 |